# Abdel Rahman El Bacha
Abdel Rahman El Bacha (Beirut, 23 ottobre 1958) è un pianista libanese naturalizzato francese.

## Biografia
El Bacha è nato a Beirut, in Libano nel 1958 da una famiglia di musicisti - il padre era un noto compositore e sua madre era una cantante.
Ha iniziato i suoi studi pianistici nel 1967 all'età di nove anni, con Zvart Sarkissian (allievo di Marguerite Long e Jacques Février). All'età di dieci anni, ha dato il suo primo concerto con l'orchestra.
Gli sono state offerte borse di studio in Francia, nel Regno Unito e nell'URSS. Ha optato per la Francia, e si è diplomato presso il Conservatorio di Parigi.
All'età di diciannove anni, nel giugno del 1978, El Bacha ha vinto il Concours Reine Elisabeth de Belgique all'unanimità.
Nel 1983, ha fatto la sua prima registrazione per l'etichetta Forlane, Ha vinto ilGrand Prix de l'Académie Charles Cros.
Gli è stata recentemente assegnata la Médaille de l'Ordre du Mérite dal Presidente della Repubblica libanese, la più alta onorificenza del suo paese natale. 
El Bacha ha avuto la doppia nazionalità franco-libanese nel 1981 e ora vive vicino a Parigi.